# Народни музеј Бела Црква
Народни музеј у Белој Цркви је установа културе комплексног типа и завичајног карактера, у којој се налазе археолошки експонати који датирају од неолита до средњег века, предмети историјских збирки из 18. и 19. века, примерци белоцркванског сликарства 19. и 20. века, као и етнолошка збирка. У оквиру музеја налази се и галеријски простор у коме се одржавају изложбе.

## Историјат
Градски музеј у Белој Цркви основан је 13. септембра 1877. године и најстарији је музеј на територији Војводине, а под овим именом је постојао све до 1941. године. Најпре се налазио у згради Магистрата, а на самом почетку, његов кустос био је Феликс Милекер. Само пар година од настанка, музеј је имао завидну нумизматичку, природњачку и историјску збирку.
Сам повод за оснивање музеја су биле пронађене кости мамута на обали Караша, а иницијатор Карл Шпанг је истовремено био и при сакупљач ових природних реткости. Најзначајнији допринос током првих година рада музеја дао је Лонард Бем, колекционар, пасионирани истраживач историје и археологије Баната, прикупљајући предмете за музејске збирке, проучавајући историјат и налазе до којих је долазио, као и сталним усавршавањем и консултовањем са сродним установама и другим колекционарима.
Након Другог светског рата, одлуком Народног одбора, музеј је почео са радом 19. марта 1954. године, када је премештен у двоспратну грађевину у главној улици, где се још увек налази. Ова зграда је споменик културе под заштитом државе од 1989. године. Оснивач обновљеног Народног музеја је Светолик Суботић, професор књижевности у Гимназији, а радио је у установи до 1977. године. Све до 2003. године, музеј се налазио у оквиру Културно-просветног центра, а након тога чини саставни део Народне библиотеке у Белој Цркви. У приземљу зграде, налази се галеријски простор у коме се излажу разна уметничка дела познатих аутора.
Током 2021. отпочела је комплетна реконструкција зграде.

## Експонати
Музеј је комплексног карактера и има више поставки:
- археолошка – 500 ископина, настала поклонима појединаца, случајних проналазача на површинском слоју, као и откупом целокупне приватне колекције археолошког материјала Озрена М. Радосављевића, 1986. године
- историјска – 532 експоната, чине је потпуно разноврсни предмети по материјалу и начину израде: фотографије, документи, оружје, меморабилије, делови униформи, књиге
- етнолошка – 300 предмета, у највећој мери настала радом и деловањем Светолика Суботића који је прикупљао етнографски материјал ради формирања и обогаћивања збирке, по селима у околини Беле Цркве
- уметничка – 80 слика, радови првенствено локалних аутора од друге половине XVIII века до савремене продукције
- природњачка – 10 експоната, фосилних остатака мамута и говеда
- нумизматичка – 467 кованица, археолошки (првенствено римски) и савремени новац